# Birgit Dressel
Birgit Dressel (née le 4 mai 1960 à Brême et morte le 10 avril 1987 à Mayence) est une heptathlète ouest-allemande.

## Biographie
Birgit Dressel participe à l'heptathlon aux Jeux olympiques d'été de 1984, où elle finit neuvième, et est quatrième des championnats d'Europe 1986.
Elle prend des stéroïdes anabolisants. Au cours de sa carrière, elle prend au moins 40 agents chimiques différents par voie orale et fait au moins 400 injections, dont plusieurs interdites à la vente en Allemagne.
En avril 1987, elle commence à ressentir une douleur chronique à la hanche et aux fesses et va voir plusieurs médecins. Dans les deux jours qui précèdent sa mort, elle visite 24 médecins différents et ne donne son historique médical complet à aucun d'entre eux. La raison la plus probable de sa mort est une destruction de son système immunitaire par l'injection de nombreuses cellules animales, intraçables dans les contrôles antidopage, sans supervision médicale.
À l'autopsie, 101 substances médicales sont retrouvées dans son corps.
Birgit Dressel a trouvé sa dernière demeure au cimetière principal de Mayence.
Un film (Dernier Stade) et un documentaire (Mort pour Olympie) ont été inspiré ou consacré à la vie de Birgit Dressel. 